# Eishockey-Weltmeisterschaft der U18-Junioren 2012
Die 14. Eishockey-Weltmeisterschaften der U18-Junioren der Internationalen Eishockey-Föderation IIHF waren die Eishockey-Weltmeisterschaften des Jahres 2012 in der Altersklasse der Unter-Achtzehnjährigen (U18). Insgesamt nahmen zwischen dem 11. März und 22. April 2012 40 Nationalmannschaften an den sechs Turnieren der Top-Division sowie der Divisionen I bis III teil.
Der Weltmeister wurde zum siebten Mal insgesamt und vierten Mal in Folge die Mannschaft der Vereinigten Staaten, die wie in den Jahren 2010 und 2011 im Finale Schweden deutlich mit 7:0 bezwingen konnte. Den dritten Rang belegte Kanada. Die deutsche Mannschaft bestätigte das gute Ergebnis des Vorjahres und belegte erneut den sechsten Platz, die Schweiz – ebenfalls wie im vergangenen Jahr – schloss das Turnier auf dem siebten Rang in der Top-Division ab. Österreich wurde als Aufsteiger in der Gruppe B der Division I einen guten dritten Rang und stand damit am Ende auf dem 19. Rang des WM-Turniers.

## Teilnehmer, Austragungsorte und -zeiträume
- Top-Division: 12. bis 22. April 2012 in Brünn, Znojmo und Břeclav, Tschechien
Teilnehmer:  Dänemark (Aufsteiger),  Deutschland,  Finnland,  Kanada,  Lettland (Aufsteiger),  Russland,  Schweden,  Schweiz,  Tschechien,  USA (Titelverteidiger)

- Division I
  - Gruppe A: 11. bis 17. April 2012 in Piešťany, Slowakei
Teilnehmer:  Frankreich,  Italien,  Japan (erste Teilnahme seit 2010),  Norwegen (Absteiger),  Slowakei (Absteiger),  Slowenien
  - Gruppe B: 11. bis 17. April 2012 in Székesfehérvár, Ungarn
Teilnehmer:  Belarus,  Kasachstan,  Österreich (Aufsteiger),  Polen,  Ukraine (Aufsteiger),  Ungarn

- Division II
  - Gruppe A: 31. März bis 6. April 2012 in Heerenveen, Niederlande
Teilnehmer:  Großbritannien (Absteiger),  Kroatien,  Litauen,  Niederlande,  Rumänien,  Südkorea (Absteiger)
  - Gruppe B: 20. bis 26. März 2012 in Novi Sad, Serbien
Teilnehmer:  Australien (Aufsteiger),  Volksrepublik China,  Estland,  Island (Aufsteiger),  Serbien,  Spanien

- Division III:
  - Gruppe A: 12. bis 18. März 2012 in Sofia, Bulgarien
Teilnehmer:  Belgien (Absteiger),  Bulgarien,  Republik China (Taiwan),  Mexiko,  Neuseeland (Absteiger),  Südafrika

Die letztjährigen Teilnehmer  Israel und  Irland zogen ihre gemeldeten Mannschaften für die Gruppe B der Division III, die im türkischen Erzurum ausgetragen werden sollte, nachträglich zurück. Die Mannschaften der erstmals für die Gruppe B der Division III gemeldeten Mannschaften  Bosnien und Herzegowinas sowie  Hongkongs erhielten keine Starterlaubnis oder zogen sich ebenfalls zurück. Da mit der  Türkei und  Mongolei nur noch zwei Teilnehmer verblieben und die Teilnahme der Mongolen im Dezember 2011 als nicht gesichert galt, strich der Weltverband das Turnier ersatzlos.

## Modusänderungen

Vergleich des bisherigen Formats (links) mit der neuen Regelung (rechts) anhand der Turniere der Herren-Weltmeisterschaft

Erstmals seit den Herren-Weltmeisterschaften des Jahres 2001 wurden die Wettbewerbe einer weitreichenden Reform unterzogen. Zwar behalten die jeweiligen Divisionen ihre Teilnehmerstärke – die Top-Division spielt weiterhin mit 16 Mannschaften, die Divisionen I und II weiterhin mit zwölf und die Division III mit sechs –, jedoch ändern sich die Wettbewerbsformate grundlegend. Der Grund für die Reform, die auch im Bereich der U20- und U18-Junioren Einzug erhält, liegt darin, dass nach einer Studie der Internationalen Eishockey-Föderation IIHF zwischen 49 und 68 Prozent aller Spiele der Saison 2010/11 mit fünf oder mehr Toren Unterschied endeten.
In den Divisionen I und II werden die jeweils zwölf Mannschaften weiterhin in je zwei Gruppen zu sechs Teams aufgeteilt. Dies geschieht jedoch nicht mehr auf Grundlage der Weltrangliste, sodass beide Gruppen möglichst ausgeglichen aufgestellt sind, sondern einmalig auf Basis der Abschlussplatzierungen der Weltmeisterschaften des Jahres 2011. So spielen in der Gruppe A der Divisionen im ersten Jahr die sechs besser platzierten Teams, während sich in der Gruppe B die schlechter platzierten wiederfinden. In den folgenden Jahren erklärt sich die Gruppenzusammensetzung aufgrund der Auf- und Abstiegsregelungen von selbst.
Die Division III wird weiterhin in einer Gruppe mit sechs Mannschaften spielen, wobei je nach Anzahl der gemeldeten Teilnehmer eine optionale Qualifikation veranstaltet wird.
Durch die Modusänderungen betroffen sind auch die Auf- und Abstiegsregelungen der einzelnen Divisionen. Aus der Top-Division steigt nur noch der Letztplatzierte der Relegationsrunde in die Division I A ab. Aus selbiger steigt auch nur der Erstplatzierte zum nächsten Jahr in die Top-Division auf, während der Sechstplatzierte in die Division I B absteigt. Im Gegenzug steigt der Gewinner der Division I B in die Division I A auf. Aus der Division I B steigt ebenfalls der Letzte in die Division II A ab. Die Aufstiegsregelung der Division I B mit einem Auf- und Absteiger gilt genauso für die Division II A, ebenso steigt aus der Division II B eine Mannschaft auf. Hingegen steigen aus der Division II B zwei Mannschaften ab und somit auch zwei aus der Division III auf. Einen direkten Absteiger aus der Division III gibt es in diesem Sinne nicht. In Abhängigkeit von einer möglichen Qualifikation zur Division III müssen die zwei letztplatzierten Teams der Division III des Vorjahres mit den neu gemeldeten Nationalmannschaften in der Qualifikation antreten, um die dann zwei freien Plätze auszuspielen.

## Top-Division
Die U18-Weltmeisterschaft wurde vom 12. bis zum 22. April 2012 in den tschechischen Städten Brünn, Znojmo und Břeclav ausgetragen. Gespielt wurde in der Kajot Arena (7.200 Plätze) in Brünn sowie im Zimní stadion in Znojmo mit 5.500 Plätzen. Aufgrund der Erfolge des HC Kometa Brno in den Play-offs der tschechischen Extraliga stand die Kajot Arena nicht für alle dort geplanten Spiele zur Verfügung. Am 5. April wurde daher die 4.200 Zuschauer fassende Alcaplast aréna in Břeclav als dritter Spielort hinzugefügt.
Am Turnier nahmen zehn Nationalmannschaften teil, die in zwei Gruppen zu je fünf Teams spielten. Dabei setzten sich die beiden Gruppen nach den Platzierungen der Nationalmannschaften bei der Weltmeisterschaft 2011 nach folgendem Schlüssel zusammen:
| Gruppe A (Brünn & Břeclav) | Gruppe B (Znojmo) |
| USA (1)                    | Schweden (2)      |
| Kanada (4)                 | Russland (3)      |
| Finnland (5)               | Deutschland (6)   |
| Tschechien (8)             | Schweiz (7)       |
| Dänemark (11)              | Lettland (12)     |

### Modus
Nach den Gruppenspielen der Vorrunde qualifizieren sich die beiden Gruppenersten direkt für das Halbfinale. Die Gruppenzweiten und -dritten bestreiten je ein Qualifikationsspiel zur Halbfinalteilnahme. Die Vierten und Fünften der Gruppenspiele bestreiten – bei Mitnahme des Ergebnisses der direkten Begegnung aus der Vorrunde – die Abstiegsrunde und ermitteln dabei zwei Absteiger in die Division I.

### Austragungsorte
| Brünn |

| Znojmo |

| Břeclav |

| Brünn |

| Znojmo |

| Břeclav |

### Vorrunde

#### Gruppe A
| 12. April 2012 16:00 Uhr | Dänemark O. Bjorkstrand (11:57) | 1:6 (1:3, 0:2, 0:1) Spielbericht | Kanada S. Laughton (0:55) G. Smith (13:52) M. Winther (17:27) A. Mantha (33:22) K. Rychel (38:32) M. Dumba (40:55) | Kajot Arena, Brünn Zuschauer: 1.236 |

| 12. April 2012 20:00 Uhr | Finnland | 0:4 (0:0, 0:0, 0:4) Spielbericht | USA N. Kerdiles (40:54) M. Lane (43:04) Q. Shore (44:24) C. Carrick (48:35) | Kajot Arena, Brünn Zuschauer: 1.509 |

| 13. April 2012 15:00 Uhr | Tschechien D. Volek (5:37) E. Soumelidis (22:51) M. Procházka (24:36) J. Štencel (26:02) J. Vrána (26:20) D. Simon (31:46) O. Slováček (35:29) J. Vrána (55:56) | 8:4 (1:1, 6:2, 1:1) Spielbericht | Dänemark O. Bjorkstrand (13:03) O. Bjorkstrand (28:05) K. Lauridsen (31:18) M. Illemann (52:48) | Zimní stadion, Znojmo Zuschauer: 1.694 |

| 14. April 2012 14:00 Uhr | USA N. Kerdiles (13:16) J. Trouba (29:18) S. Jones (32:33) Q. Shore (38:31) R. Hartman (49:58) | 5:0 (1:0, 3:0, 1:0) Spielbericht | Tschechien | Alcaplast aréna, Břeclav Zuschauer: 1.857 |

| 14. April 2012 18:00 Uhr | Kanada M. Dumba (19:59) K. Rychel (25:34) | 2:4 (1:0, 1:3, 0:1) | Finnland A. Mäkinen (25:07) V. Pokka (32:48) A. Lehkonen (39:04) R. Kulmala (58:24) | Alcaplast aréna, Břeclav Zuschauer: 825 |

| 15. April 2012 14:00 Uhr | Dänemark | 0:4 (0:1, 0:2, 0:1) Spielbericht | USA M. Lane (1:53) S. Jones (20:45) F. Vatrano (26:07) Q. Shore (54:28) | Kajot Arena, Brünn Zuschauer: 435 |

| 16. April 2012 16:00 Uhr | Kanada B. Gaunce (9:26) B. Gaunce (12:41) S. Laughton (13:26) S. Reinhart (16:23) M. Dumba (44:47) K. Rychel (50:36) | 6:2 (4:1, 0:1, 2:0) Spielbericht | Tschechien J. Houfek (12:12) D. Volek (25:46) | Kajot Arena, Brünn Zuschauer: 2.093 |

| 16. April 2012 20:00 Uhr | Finnland S. Markkula (16:35) A. Lehkonen (23:13) A. Lehkonen (24:44) R. Kulmala (47:42) H. Ikonen (51:26) | 5:1 (1:0, 2:1, 2:0) Spielbericht | Dänemark M. Asperup (33:25) | Kajot Arena, Brünn Zuschauer: 383 |

| 17. April 2012 16:00 Uhr | Tschechien D. Simon (28:35) J. Hudeček (48:29) | 2:6 (0:2, 1:1, 1:3) Spielbericht | Finnland R. Kulmala (5:54) R. Kulmala (10:25) A. Mustonen (25:31) R. Kulmala (40:52) S. Markkula (55:39) A. Barkov (56:23) | Kajot Arena, Brünn Zuschauer: 1.450 |

| 17. April 2012 20:00 Uhr | USA M. Grzelcyk (24:50) R. Barber (38:50) S. Jones (45:10) F. Vatrano (46:39) M. Lane (59:27) | 5:3 (0:0, 2:2, 3:1) Spielbericht | Kanada H. Shinkaruk (22:45) M. Dumba (30:00) R. Pulock (55:06) | Kajot Arena, Brünn |

| Pl. |            | Sp | S | OTS | OTN | N | Tore  | Punkte |
| 1.  | USA        | 4  | 4 | 0   | 0   | 0 | 18:03 | 12     |
| 2.  | Finnland   | 4  | 3 | 0   | 0   | 1 | 15:09 | 9      |
| 3.  | Kanada     | 4  | 2 | 0   | 0   | 2 | 17:12 | 6      |
| 4.  | Tschechien | 4  | 1 | 0   | 0   | 3 | 12:21 | 3      |
| 5.  | Dänemark   | 4  | 0 | 0   | 0   | 4 | 06:23 | 0      |

Abkürzungen: Pl. = Platz, Sp = Spiele, S = Siege, OTS = Siege nach Verlängerung (Overtime) oder Penaltyschießen, OTN = Niederlagen nach Verlängerung oder Penaltyschießen, N = Niederlagen

Erläuterungen: Halbfinalqualifikant, Viertelfinalqualifikant, Abstiegsrundenqualifikant

#### Gruppe B
| 12. April 2012 16:00 Uhr | Lettland G. Golovkovs (52:08) | 1:6 (0:2, 0:2, 1:2) Spielbericht | Russland B. Jakimow (7:33) A. Chazei (16:30) D. Scharkow (21:12) N. Sadorow (25:21) W. Osnowin (41:50) A. Slepyschew (47:44) | Zimní stadion, Znojmo Zuschauer: 652 |

| 12. April 2012 20:00 Uhr | Deutschland D. Shevyrin (5:48) | 1:8 (1:1, 1:2, 0:5) Spielbericht | Schweden M. Kalin (14:59) A. Wennberg (21:18) M. Kalin (29:37) A. Wennberg (40:35) S. Collberg (50:03) A. Wennberg (53:07) F. Forsberg (57:49) C. Djoos (58:55) | Zimní stadion, Znojmo Zuschauer: 723 |

| 13. April 2012 19:00 Uhr | Schweiz F. Schmutz (6:22) L. Balmelli (34:31) | 2:4 (1:2, 1:2, 0:0) Spielbericht | Lettland Ņ. Jevpalovs (1:56) M. Lavrovs (11:49) E. Kulda (28:43) G. Golovkovs (39:18) | Zimní stadion, Znojmo Zuschauer: 147 |

| 14. April 2012 14:00 Uhr | Russland W. Nitschuschkin (9:13) B. Jakimow (33:15) | 2:4 (1:2, 1:1, 0:1) Spielbericht | Deutschland F. Tiffels (17:45) M. Kurth (19:48) M. Kurth (28:31) T. Bender (54:03) | Zimní stadion, Znojmo Zuschauer: 231 |

| 14. April 2012 18:00 Uhr | Schweden G. Possler (6:42) M. Kalin (8:17) F. Forsberg (14:35) G. Possler (21:26) F. Sandberg (46:04) S. Collberg (49:19) G. Possler (59:40) | 7:2 (3:0, 1:1, 3:1) Spielbericht | Schweiz F. Herzog (34:31) M. Müller (50:33) | Zimní stadion, Znojmo Zuschauer: 353 |

| 15. April 2012 18:00 Uhr | Lettland R. Kondrats (42:53) | 1:3 (0:0, 0:1, 1:2) Spielbericht | Schweden M. Kalin (25:46) F. Forsberg (44:34) E. Lindholm (59:25) | Zimní stadion, Znojmo Zuschauer: 395 |

| 16. April 2012 16:00 Uhr | Deutschland D. Kahun (4:35) S. Ziegler (25:00) J. Möser (39:34) M. Kurth (49:42) | 4:5 (1:1, 2:2, 1:2) Spielbericht | Lettland T. Bļugers (8:23) R. Lipsbergs (31:36) R. Lipsbergs (38:36) G. Golovkovs (40:48) R. Lipsbergs (51:56) | Zimní stadion, Znojmo Zuschauer: 230 |

| 16. April 2012 20:00 Uhr | Russland N. Sadorow (3:37) A. Slepyschew (20:13) B. Jakimow (38:28) A. Delnow (48:07) D. Kamajew (51:20) A. Barabanow (53:29) | 6:0 (1:0, 2:0, 3:0) Spielbericht | Schweiz | Zimní stadion, Znojmo Zuschauer: 752 |

| 17. April 2012 16:00 Uhr | Schweden F. Forsberg (6:05) F. Forsberg (8:52) | 2:0 (2:0, 0:0, 0:0) Spielbericht | Russland | Zimní stadion, Znojmo Zuschauer: 1.485 |

| 17. April 2012 20:00 Uhr | Schweiz F. Herzog (53:22) D. Simion (58:16) | 2:6 (0:4, 0:1, 2:1) Spielbericht | Deutschland M. Eisenschmid (10:52) L. Draisaitl (14:11) L. Draisaitl (17:56) B. Zientek (18:37) S. Ziegler (38:23) T. Bender (50:29) | Zimní stadion, Znojmo Zuschauer: 342 |

| Pl. |             | Sp | S | OTS | OTN | N | Tore  | Punkte |
| 1.  | Schweden    | 4  | 4 | 0   | 0   | 0 | 20:04 | 12     |
| 2.  | Russland    | 4  | 2 | 0   | 0   | 2 | 14:07 | 6      |
| 3.  | Deutschland | 4  | 2 | 0   | 0   | 2 | 15:17 | 6      |
| 4.  | Lettland    | 4  | 2 | 0   | 0   | 2 | 11:15 | 6      |
| 5.  | Schweiz     | 4  | 0 | 0   | 0   | 4 | 06:23 | 0      |

Abkürzungen: Pl. = Platz, Sp = Spiele, S = Siege, OTS = Siege nach Verlängerung (Overtime) oder Penaltyschießen, OTN = Niederlagen nach Verlängerung oder Penaltyschießen, N = Niederlagen

Erläuterungen: Halbfinalqualifikant, Viertelfinalqualifikant, Abstiegsrundenqualifikant

### Abstiegsrunde
| 19. April 2012 15:00 Uhr | Tschechien O. Slováček (26:46) J. Hudeček (59:33) | 2:4 (0:1, 1:1, 1:2) Spielbericht | Schweiz F. Schmutz (11:05) S. Zangger (21:31) N. Brandi (40:41) F. Schmutz (51:42) | Zimní stadion, Znojmo Zuschauer: 473 |

| 19. April 2012 19:00 Uhr | Lettland T. Bļugers (21:55) E. Kulda (34:30) E. Augstkalns (44:15) | 3:4 n. V. (0:1, 2:0, 1:2, 0:1) Spielbericht | Dänemark B. Uldall (17:47) K. Lauridsen (44:24) K. Lauridsen (59:36) K. Lauridsen (64:04) | Zimní stadion, Znojmo Zuschauer: 202 |

| 20. April 2012 15:00 Uhr | Tschechien M. Zadražil (9:11) M. Procházka (10:23) J. Vrána (22:35) V. Tomeček (24:22) J. Vrána (31:03) D. Simon (32:59) D. Simon (58:52) | 7:4 (2:1, 4:1, 1:2) Spielbericht | Lettland R. Kalvītis (9:55) N. Jeļisejevs (25:42) R. Lipsbergs (42:04) E. Kulda (47:15) | Zimní stadion, Znojmo Zuschauer: 847 |

| 20. April 2012 19:00 Uhr | Schweiz D. Kummer (12:43) X. Büsser (23:45) | 2:1 (1:0, 1:0, 0:1) Spielbericht | Dänemark O. Bjorkstrand (59:23) | Zimní stadion, Znojmo Zuschauer: 351 |

| Pl. |            | Sp | S | OTS | OTN | N | Tore  | Punkte |
| 1.  | Schweiz    | 3  | 2 | 0   | 0   | 1 | 08:07 | 6      |
| 2.  | Tschechien | 3  | 2 | 0   | 0   | 1 | 17:12 | 6      |
| 3.  | Lettland   | 3  | 1 | 0   | 1   | 1 | 11:13 | 4      |
| 4.  | Dänemark   | 3  | 0 | 1   | 0   | 2 | 09:13 | 2      |

Anmerkung: Die Vorrundenspiele  Tschechien –  Dänemark (8:4) und  Schweiz –  Lettland (2:4) sind in die Tabelle eingerechnet.

Abkürzungen: Pl. = Platz, Sp = Spiele, S = Siege, OTS = Siege nach Verlängerung (Overtime) oder Penaltyschießen, OTN = Niederlagen nach Verlängerung oder Penaltyschießen, N = Niederlagen

Erläuterungen: Absteiger in die Division IA

### Finalrunde
|  | Viertelfinale    | Viertelfinale | Viertelfinale |    |        | Halbfinale | Halbfinale | Halbfinale |    |          | Finale           | Finale           | Finale           |
|  |                  |               |               |    |        |            |            |            |    |          |                  |                  |                  |
|  |                  |               |               |    |        | B1         | Schweden   | 7          |    |          |                  |                  |                  |
|  | A2               | Finnland      | 8             |    |        | A2         | Finnland   | 3          |    |          |                  |                  |                  |
|  | B3               | Deutschland   | 0             |    |        |            |            |            |    | B1       | Schweden         | 0                |                  |
|  |                  |               |               |    | A1     | USA        | 7          |            |    |          |                  |                  |                  |
|  |                  |               |               | A1 | USA    | 2          |            |            |    |          |                  |                  |                  |
|  | B2               | Russland      | 2             |    |        | A3         | Kanada     | 1          |    |          | Spiel um Platz 3 | Spiel um Platz 3 | Spiel um Platz 3 |
|  | A3               | Kanada        | 4             |    |        |            |            |            | A2 | Finnland | 4                |                  |                  |
|  |                  |               |               | A3 | Kanada | 5          |            |            |    |          |                  |                  |                  |
|  |                  |               |               |    |        |            |            |            |    |          |                  |                  |                  |
|  | Spiel um Platz 5 |               |               |    |        |            |            |            |    |          |                  |                  |                  |
|  | B2               | Russland      | 4             |    |        |            |            |            |    |          |                  |                  |                  |
|  | B3               | Deutschland   | 1             |    |        |            |            |            |    |          |                  |                  |                  |

#### Viertelfinale
| 19. April 2012 15:00 Uhr | Finnland A. Mustonen (3:26) T. Teräväinen (10:28) H. Ikonen (24:58) H. Haapala (30:43) J. Antonen (34:53) A. Lehkonen (39:18) T. Teräväinen (40:24) H. Haapala (55:04) | 8:0 (2:0, 4:0, 2:0) Spielbericht | Deutschland | Alcaplast aréna, Břeclav Zuschauer: 353 |

| 19. April 2012 19:00 Uhr | Russland A. Filippow (23:36) A. Slepyschew (55:54) | 2:4 (0:2, 1:1, 1:1) Spielbericht | Kanada M. Dumba (9:05) K. Rychel (17:07) K. Rychel (37:03) F. Girard (51:50) | Alcaplast aréna, Břeclav Zuschauer: 525 |

#### Spiel um Platz 5
| 21. April 2012 14:00 Uhr | Russland A. Chazei (24:15) A. Chazei (36:20) W. Nitschuschkin (47:50) A. Mironow (48:03) | 4:1 (0:1, 2:0, 2:0) Spielbericht | Deutschland F. Tiffels (15:49) | Kajot Arena, Brünn Zuschauer: 310 |

#### Halbfinale
| 20. April 2012 15:00 Uhr | Schweden J. de la Rose (16:41) G. Possler (21:12) E. Karlsson (26:52) J. Pettersson (45:46) F. Forsberg (52:33) S. Collberg (57:18) S. Collberg (59:13) | 7:3 (1:1, 2:2, 4:0) Spielbericht | Finnland A. Lehkonen (3:18) A. Lehkonen (29:50) R. Ristolainen (31:50) | Kajot Arena, Brünn Zuschauer: 520 |

| 20. April 2012 19:00 Uhr | USA J. T. Compher (10:36) K. Osterberg (46:26) | 2:1 (1:1, 0:0, 1:0) Spielbericht | Kanada G. Smith (15:23) | Kajot Arena, Brünn Zuschauer: 640 |

#### Spiel um Platz 3
| 22. April 2012 12:00 Uhr | Finnland H. Haapala (20:47) A. Lehkonen (31:23) H. Haapala (39:15) R. Ristolainen (49:30) | 4:5 n. V. (0:2, 3:2, 1:0, 0:1) Spielbericht | Kanada H. Shinkaruk (10:30) S. Reinhart (15:21) H. Shinkaruk (24:00) B. Gaunce (30:34) H. Shinkaruk (62:05) | Kajot Arena, Brünn Zuschauer: 1.150 |

#### Finale
| 22. April 2012 16:00 Uhr | Schweden | 0:7 (0:1, 0:3, 0:3) Spielbericht | USA T. DiPauli (18:45) D. O’Regan (28:26) J. T. Compher (32:47) N. Kerdiles (37:48) R. Hartman (40:18) C. Carrick (47:53) N. Kerdiles (59:44) | Kajot Arena, Brünn Zuschauer: 2.145 |

### Statistik

#### Beste Scorer
Abkürzungen: Sp = Spiele, T = Tore, V = Assists, Pkt = Punkte, +/− = Plus/Minus, SM = Strafminuten; Fett: Turnierbestwert
| Spieler              | Team     | Sp | T | V | Pkt | +/− | SM |
| -------------------- | -------- | -- | - | - | --- | --- | -- |
| Mathew Dumba         | Kanada   | 7  | 5 | 7 | 12  | +2  | 20 |
| Artturi Lehkonen     | Finnland | 7  | 7 | 3 | 10  | +3  | 6  |
| Henrik Haapala       | Finnland | 7  | 4 | 6 | 10  | +4  | 2  |
| Rasmus Kulmala       | Finnland | 7  | 5 | 4 | 9   | +4  | 2  |
| Sebastian Collberg   | Schweden | 6  | 4 | 5 | 9   | +1  | 14 |
| Nic Kerdiles         | USA      | 6  | 4 | 5 | 9   | +8  | 2  |
| Alexander Wennberg   | Schweden | 6  | 3 | 6 | 9   | +2  | 0  |
| Kerby Rychel         | Kanada   | 7  | 5 | 3 | 8   | +4  | 12 |
| Kristoffer Lauridsen | Dänemark | 5  | 4 | 4 | 8   | +4  | 4  |
| Gustav Possler       | Schweden | 6  | 4 | 4 | 8   | +6  | 0  |

#### Beste Torhüter
Abkürzungen: Sp = Spiele, Min = Eiszeit (in Minuten), GT = Gegentore, SO = Shutouts, Sv% = gehaltene Schüsse (in %), GTS = Gegentorschnitt; Fett: Turnierbestwert
| Spieler            | Team     | Sp | Min    | GT | SO | Sv%   | GTS  |
| ------------------ | -------- | -- | ------ | -- | -- | ----- | ---- |
| Collin Olson       | USA      | 5  | 300:00 | 4  | 3  | 96,55 | 0,80 |
| Oscar Dansk        | Schweden | 5  | 272:47 | 9  | 1  | 93,71 | 1,98 |
| Andrei Wassilewski | Russland | 5  | 299:20 | 11 | 1  | 92,20 | 2,20 |
| Matt Murray        | Kanada   | 7  | 419:51 | 19 | 0  | 90,95 | 2,72 |
| George Sørensen    | Dänemark | 5  | 276:12 | 18 | 0  | 90,67 | 3,91 |

### Abschlussplatzierungen
| Pl. | Team        |
| --- | ----------- |
| 1   | USA         |
| 2   | Schweden    |
| 3   | Kanada      |
| 4   | Finnland    |
| 5   | Russland    |
| 6   | Deutschland |
| 7   | Schweiz     |
| 8   | Tschechien  |
| 9   | Lettland    |
| 10  | Dänemark    |

### Titel, Auf- und Abstieg
| Weltmeister USA | Riley Barber, Will Butcher, Connor Carrick, J. T. Compher, Andrew Copp, Cameron Darcy, Thomas DiPauli, Matt Grzelcyk, Ryan Hartman, Seth Jones, Nic Kerdiles, Matthew Lane, Anthony Louis, Collin Olson, Daniel O’Regan, Kyle Osterberg, Jared Rutledge, Quentin Shore, Patrick Sieloff, Brady Skjei, Jacob Trouba, Frank Vatrano Trainer: Danton Cole |

| Silber Schweden | Calle Andersson, Linus Arnesson, Anton Brehmer, André Burakovsky, Ludvig Byström, Sebastian Collberg, Oscar Dansk, Jacob de la Rose, Christian Djoos, Filip Forsberg, Marcus Högberg, Mattias Kalin, Erik Karlsson, Elias Lindholm, Hampus Lindholm, Ludvig Nilsson, Mattias Nilsson, Jesper Pettersson, Gustav Possler, Filip Sandberg, Ebbe Siönäs, Tobias Törnkvist, Alexander Wennberg Trainer: Rikard Grönborg |

| Bronze Kanada | Troy Bourke, William Carrier, Mathew Dumba, Brendan Gaunce, Félix Girard, Scott Kosmachuk, Scott Laughton, Anthony Mantha, Spencer Martin, Josh Morrissey, Matt Murray, Darnell Nurse, Adam Pelech, Ryan Pulock, Sam Reinhart, Kerby Rychel, Damon Severson, Hunter Shinkaruk, Gemel Smith, Warren Steele, Branden Troock, Brandon Whitney, Mike Winther Trainer: Jesse Wallin |

| Absteiger in die Division IA:   | Dänemark |
| Aufsteiger in die Top-Division: | Slowakei |

### Auszeichnungen
Spielertrophäen
| Auszeichnung       | Spieler        | Team     |
| ------------------ | -------------- | -------- |
| Bester Torhüter    | Collin Olson   | USA      |
| Bester Verteidiger | Mathew Dumba   | Kanada   |
| Bester Stürmer     | Filip Forsberg | Schweden |

## Division I

### Gruppe A in Piešťany, Slowakei
Das Turnier der Gruppe A wurde vom 11. bis 17. April 2012 im slowakischen Piešťany ausgetragen. Die Spiele fanden im 3.500 Zuschauer fassenden Zimný štadión Piešťany statt.
| 11. April 2012 12:00 Uhr | Japan | 2:3 (0:0, 0:1, 2:2) Spielbericht | Slowenien | Zimný štadión, Piešťany Zuschauer: 168 |

| 11. April 2012 15:30 Uhr | Frankreich | 1:6 (0:3, 0:2, 1:1) Spielbericht | Norwegen | Zimný štadión, Piešťany Zuschauer: 139 |

| 11. April 2012 19:00 Uhr | Italien | 0:5 (0:1, 0:1, 0:3) Spielbericht | Slowakei | Zimný štadión, Piešťany Zuschauer: 1.594 |

| 12. April 2012 12:00 Uhr | Slowenien | 2:4 (2:2, 0:2, 0:0) Spielbericht | Frankreich | Zimný štadión, Piešťany Zuschauer: 123 |

| 12. April 2012 15:30 Uhr | Norwegen | 3:6 (1:1, 1:1, 1:4) Spielbericht | Italien | Zimný štadión, Piešťany Zuschauer: 136 |

| 12. April 2012 19:00 Uhr | Slowakei | 4:1 (0:0, 3:1, 1:0) Spielbericht | Japan | Zimný štadión, Piešťany Zuschauer: 1.803 |

| 14. April 2012 12:00 Uhr | Frankreich | 4:3 n. P. (1:1, 0:2, 2:0, 0:0, 1:0) Spielbericht | Italien | Zimný štadión, Piešťany Zuschauer: 230 |

| 14. April 2012 15:30 Uhr | Norwegen | 7:3 (5:0, 0:1, 2:2) Spielbericht | Japan | Zimný štadión, Piešťany Zuschauer: 116 |

| 14. April 2012 19:00 Uhr | Slowakei | 8:2 (1:1, 2:1, 5:0) Spielbericht | Slowenien | Zimný štadión, Piešťany Zuschauer: 2.317 |

| 15. April 2012 12:00 Uhr | Italien | 5:4 n. V. (1:2, 2:0, 1:2, 1:0) Spielbericht | Japan | Zimný štadión, Piešťany Zuschauer: 203 |

| 15. April 2012 15:30 Uhr | Slowenien | 1:4 (1:1, 0:1, 0:2) Spielbericht | Norwegen | Zimný štadión, Piešťany Zuschauer: 382 |

| 15. April 2012 19:00 Uhr | Slowakei | 4:1 (1:1, 1:0, 2:0) Spielbericht | Frankreich | Zimný štadión, Piešťany Zuschauer: 1.764 |

| 17. April 2012 11:30 Uhr | Japan | 4:2 (1:1, 2:0, 1:1) Spielbericht | Frankreich | Zimný štadión, Piešťany Zuschauer: 829 |

| 17. April 2012 14:45 Uhr | Slowenien | 4:3 n. P. (0:2, 0:1, 3:0, 0:0, 1:0) Spielbericht | Italien | Zimný štadión, Piešťany Zuschauer: 682 |

| 17. April 2012 18:15 Uhr | Norwegen | 2:9 (1:3, 1:2, 0:4) Spielbericht | Slowakei | Zimný štadión, Piešťany Zuschauer: 3.350 |

| Pl. |            | Sp | S | OTS | OTN | N | Tore  | Punkte |
| 1.  | Slowakei   | 5  | 5 | 0   | 0   | 0 | 30:06 | 15     |
| 2.  | Norwegen   | 5  | 3 | 0   | 0   | 2 | 22:20 | 9      |
| 3.  | Italien    | 5  | 1 | 1   | 2   | 1 | 17:20 | 7      |
| 4.  | Frankreich | 5  | 1 | 1   | 0   | 3 | 12:19 | 5      |
| 5.  | Slowenien  | 5  | 1 | 1   | 0   | 3 | 12:21 | 5      |
| 6.  | Japan      | 5  | 1 | 0   | 1   | 3 | 14:21 | 4      |

Abkürzungen: Pl. = Platz, Sp = Spiele, S = Siege, OTS = Siege nach Verlängerung (Overtime) oder Penaltyschießen, OTN = Niederlagen nach Verlängerung oder Penaltyschießen, N = Niederlagen

Erläuterungen: Aufsteiger in die Top-Division, Absteiger in die Division IB

### Gruppe B in Székesfehérvár, Ungarn
Das Turnier der Gruppe B wurde vom 11. bis 17. April 2012 im ungarischen Székesfehérvár ausgetragen. Die Spiele fanden in der 3.500 Zuschauer fassenden Ifjabb Ocskay Gábor Jégcsarnok statt.
| 11. April 2012 12:30 Uhr | Polen | 0:7 (0:2, 0:4, 0:1) Spielbericht | Belarus | Ifjabb Ocskay Gábor Jégcsarnok, Székesfehérvár Zuschauer: 200 |

| 11. April 2012 16:00 Uhr | Ukraine | 4:5 n. V. (1:0, 1:3, 2:1, 0:1) Spielbericht | Kasachstan | Ifjabb Ocskay Gábor Jégcsarnok, Székesfehérvár Zuschauer: 300 |

| 11. April 2012 19:30 Uhr | Österreich | 5:4 n. P. (1:1, 1:2, 2:1, 0:0, 1:0) Spielbericht | Ungarn | Ifjabb Ocskay Gábor Jégcsarnok, Székesfehérvár Zuschauer: 1.525 |

| 12. April 2012 12:30 Uhr | Kasachstan | 7:1 (4:1, 0:0, 3:0) Spielbericht | Polen | Ifjabb Ocskay Gábor Jégcsarnok, Székesfehérvár Zuschauer: 150 |

| 12. April 2012 16:00 Uhr | Belarus | 5:1 (2:0, 3:0, 0:1) Spielbericht | Österreich | Ifjabb Ocskay Gábor Jégcsarnok, Székesfehérvár Zuschauer: 250 |

| 12. April 2012 19:30 Uhr | Ungarn | 3:5 (0:2, 1:2, 2:1) Spielbericht | Ukraine | Ifjabb Ocskay Gábor Jégcsarnok, Székesfehérvár Zuschauer: 1.200 |

| 14. April 2012 12:30 Uhr | Kasachstan | 7:4 (2:0, 3:0, 2:4) Spielbericht | Österreich | Ifjabb Ocskay Gábor Jégcsarnok, Székesfehérvár Zuschauer: 200 |

| 14. April 2012 16:00 Uhr | Ukraine | 7:6 n. P. (3:2, 2:2, 1:2, 0:0, 1:0) Spielbericht | Polen | Ifjabb Ocskay Gábor Jégcsarnok, Székesfehérvár Zuschauer: 400 |

| 14. April 2012 19:30 Uhr | Belarus | 3:2 (0:0, 0:2, 3:0) Spielbericht | Ungarn | Ifjabb Ocskay Gábor Jégcsarnok, Székesfehérvár Zuschauer: 2.200 |

| 15. April 2012 12:30 Uhr | Polen | 2:6 (0:0, 2:1, 0:5) Spielbericht | Österreich | Ifjabb Ocskay Gábor Jégcsarnok, Székesfehérvár Zuschauer: 250 |

| 15. April 2012 16:00 Uhr | Belarus | 7:1 (0:0, 2:0, 5:1) Spielbericht | Ukraine | Ifjabb Ocskay Gábor Jégcsarnok, Székesfehérvár Zuschauer: 250 |

| 15. April 2012 19:30 Uhr | Ungarn | 1:3 (0:1, 0:1, 1:1) Spielbericht | Kasachstan | Ifjabb Ocskay Gábor Jégcsarnok, Székesfehérvár Zuschauer: 1.500 |

| 17. April 2012 12:30 Uhr | Österreich | 5:3 (0:1, 0:1, 5:1) Spielbericht | Ukraine | Ifjabb Ocskay Gábor Jégcsarnok, Székesfehérvár Zuschauer: 250 |

| 17. April 2012 16:00 Uhr | Kasachstan | 5:6 (4:3, 0:3, 1:0) Spielbericht | Belarus | Ifjabb Ocskay Gábor Jégcsarnok, Székesfehérvár Zuschauer: 550 |

| 17. April 2012 19:30 Uhr | Ungarn | 3:4 n. P. (1:2, 1:1, 1:0, 0:0, 0:1) Spielbericht | Polen | Ifjabb Ocskay Gábor Jégcsarnok, Székesfehérvár Zuschauer: 2.000 |

| Pl. |            | Sp | S | OTS | OTN | N | Tore  | Punkte |
| 1.  | Belarus    | 5  | 5 | 0   | 0   | 0 | 28:09 | 15     |
| 2.  | Kasachstan | 5  | 3 | 1   | 0   | 1 | 27:16 | 11     |
| 3.  | Österreich | 5  | 2 | 1   | 0   | 2 | 21:21 | 8      |
| 4.  | Ukraine    | 5  | 1 | 1   | 1   | 2 | 20:26 | 6      |
| 5.  | Polen      | 5  | 0 | 1   | 1   | 3 | 13:30 | 3      |
| 6.  | Ungarn     | 5  | 0 | 0   | 2   | 3 | 13:20 | 2      |

Abkürzungen: Pl. = Platz, Sp = Spiele, S = Siege, OTS = Siege nach Verlängerung (Overtime) oder Penaltyschießen, OTN = Niederlagen nach Verlängerung oder Penaltyschießen, N = Niederlagen

Erläuterungen: Aufsteiger in die Division IA, Absteiger in die Division IIA

### Auf- und Abstieg
| Absteiger in die Division IA:   | Dänemark |
| Aufsteiger in die Top-Division: | Slowakei |
| Absteiger in die Division IB:   | Japan    |
| Aufsteiger in die Division IA:  | Belarus  |
| Absteiger in die Division IIA:  | Ungarn   |
| Aufsteiger in die Division IB:  | Südkorea |

## Division II

### Gruppe A in Heerenveen, Niederlande
Das Turnier der Gruppe A wurde vom 31. März bis 6. April 2012 im niederländischen Heerenveen ausgetragen. Die Spiele fanden im 3.500 Zuschauer fassenden Thialf IJsstadion statt.
| 31. März 2012 13:30 Uhr | Kroatien | 3:6 (1:1, 1:0, 1:5) Spielbericht | Rumänien | Thialf IJsstadion, Heerenveen Zuschauer: 177 |

| 31. März 2012 17:00 Uhr | Litauen | 7:3 (2:2, 2:0, 3:1) Spielbericht | Großbritannien | Thialf IJsstadion, Heerenveen Zuschauer: 248 |

| 31. März 2012 20:30 Uhr | Niederlande | 3:4 (2:4, 1:0, 0:0) Spielbericht | Südkorea | Thialf IJsstadion, Heerenveen Zuschauer: 839 |

| 1. April 2012 13:30 Uhr | Rumänien | 3:1 (2:0, 0:0, 1:1) Spielbericht | Litauen | Thialf IJsstadion, Heerenveen Zuschauer: 154 |

| 1. April 2012 17:00 Uhr | Großbritannien | 4:3 n. V. (1:2, 1:1, 1:0, 1:0) Spielbericht | Niederlande | Thialf IJsstadion, Heerenveen Zuschauer: 621 |

| 1. April 2012 20:30 Uhr | Südkorea | 3:2 n. P. (0:1, 0:0, 2:1, 0:0, 1:0) Spielbericht | Kroatien | Thialf IJsstadion, Heerenveen Zuschauer: 111 |

| 3. April 2012 13:30 Uhr | Südkorea | 2:3 n. P. (0:1, 1:1, 1:0, 0:0, 0:1) Spielbericht | Litauen | Thialf IJsstadion, Heerenveen Zuschauer: 119 |

| 3. April 2012 17:00 Uhr | Rumänien | 3:2 (1:0, 2:1, 0:1) Spielbericht | Großbritannien | Thialf IJsstadion, Heerenveen Zuschauer: 123 |

| 3. April 2012 20:30 Uhr | Niederlande | 2:3 (1:2, 0:1, 1:0) Spielbericht | Kroatien | Thialf IJsstadion, Heerenveen Zuschauer: 411 |

| 4. April 2012 13:30 Uhr | Südkorea | 4:3 (1:0, 2:1, 1:2) Spielbericht | Rumänien | Thialf IJsstadion, Heerenveen Zuschauer: 191 |

| 4. April 2012 17:00 Uhr | Großbritannien | 6:0 (2:0, 2:0, 2:0) Spielbericht | Kroatien | Thialf IJsstadion, Heerenveen Zuschauer: 101 |

| 4. April 2012 20:30 Uhr | Litauen | 5:3 (1:0, 1:3, 3:0) Spielbericht | Niederlande | Thialf IJsstadion, Heerenveen Zuschauer: 341 |

| 6. April 2012 13:30 Uhr | Kroatien | 0:6 (0:3, 0:1, 0:2) Spielbericht | Litauen | Thialf IJsstadion, Heerenveen Zuschauer: 86 |

| 6. April 2012 17:00 Uhr | Großbritannien | 3:4 (0:3, 1:1, 2:0) Spielbericht | Südkorea | Thialf IJsstadion, Heerenveen Zuschauer: 228 |

| 6. April 2012 20:30 Uhr | Rumänien | 10:5 (3:0, 3:2, 4:3) Spielbericht | Niederlande | Thialf IJsstadion, Heerenveen Zuschauer: 688 |

| Pl. |                | Sp | S | OTS | OTN | N | Tore  | Punkte |
| 1.  | Südkorea       | 5  | 3 | 1   | 1   | 0 | 17:14 | 12     |
| 2.  | Rumänien       | 5  | 4 | 0   | 0   | 1 | 25:15 | 12     |
| 3.  | Litauen        | 5  | 3 | 1   | 0   | 1 | 22:11 | 11     |
| 4.  | Großbritannien | 5  | 1 | 1   | 0   | 3 | 18:17 | 5      |
| 5.  | Kroatien       | 5  | 1 | 0   | 1   | 3 | 08:23 | 4      |
| 6.  | Niederlande    | 5  | 0 | 0   | 1   | 4 | 16:26 | 1      |

Abkürzungen: Pl. = Platz, Sp = Spiele, S = Siege, OTS = Siege nach Verlängerung (Overtime) oder Penaltyschießen, OTN = Niederlagen nach Verlängerung oder Penaltyschießen, N = Niederlagen

Erläuterungen: Aufsteiger in die Division IB, Absteiger in die Division IIB

### Gruppe B in Novi Sad, Serbien
Das Turnier der Gruppe B wurde vom 20. bis 26. März 2012 im serbischen Novi Sad ausgetragen. Die Spiele fanden in der 1.623 Zuschauer fassenden Ledena dvorana SPENS statt.
| 20. März 2012 13:00 Uhr | Estland | 7:4 (0:1, 2:1, 5:2) Spielbericht | Australien | Ledena dvorana SPENS, Novi Sad Zuschauer: 20 |

| 20. März 2012 16:30 Uhr | Volksrepublik China | 4:9 (0:3, 1:1, 3:5) Spielbericht | Spanien | Ledena dvorana SPENS, Novi Sad Zuschauer: 130 |

| 20. März 2012 20:00 Uhr | Island | 4:5 (1:0, 1:1, 2:4) Spielbericht | Serbien | Ledena dvorana SPENS, Novi Sad Zuschauer: 450 |

| 21. März 2012 13:00 Uhr | Estland | 7:6 n. V. (3:1, 1:2, 2:3, 1:0) Spielbericht | Volksrepublik China | Ledena dvorana SPENS, Novi Sad Zuschauer: 15 |

| 21. März 2012 16:30 Uhr | Australien | 0:5 (0:0, 0:4, 0:1) Spielbericht | Island | Ledena dvorana SPENS, Novi Sad Zuschauer: 35 |

| 21. März 2012 20:00 Uhr | Spanien | 4:3 (1:0, 2:0, 1:3) Spielbericht | Serbien | Ledena dvorana SPENS, Novi Sad Zuschauer: 150 |

| 23. März 2012 13:00 Uhr | Spanien | 2:1 n. V. (0:0, 0:0, 1:1, 1:0) Spielbericht | Australien | Ledena dvorana SPENS, Novi Sad Zuschauer: 100 |

| 23. März 2012 16:30 Uhr | Estland | 7:3 (2:0, 4:2, 1:1) Spielbericht | Island | Ledena dvorana SPENS, Novi Sad Zuschauer: 30 |

| 23. März 2012 20:00 Uhr | Volksrepublik China | 1:6 (0:2, 1:3, 0:1) Spielbericht | Serbien | Ledena dvorana SPENS, Novi Sad Zuschauer: 400 |

| 24. März 2012 13:00 Uhr | Island | 5:4 (1:1, 3:2, 1:1) Spielbericht | Spanien | Ledena dvorana SPENS, Novi Sad Zuschauer: 30 |

| 24. März 2012 16:30 Uhr | Australien | 2:0 (0:0, 1:0, 1:0) Spielbericht | Volksrepublik China | Ledena dvorana SPENS, Novi Sad Zuschauer: 40 |

| 24. März 2012 20:00 Uhr | Serbien | 2:6 (1:1, 0:4, 1:1) Spielbericht | Estland | Ledena dvorana SPENS, Novi Sad Zuschauer: 200 |

| 26. März 2012 13:00 Uhr | Volksrepublik China | 7:6 n. V. (1:2, 2:2, 3:2, 1:0) Spielbericht | Island | Ledena dvorana SPENS, Novi Sad Zuschauer: 20 |

| 26. März 2012 16:30 Uhr | Spanien | 2:5 (1:0, 0:0, 1:5) Spielbericht | Estland | Ledena dvorana SPENS, Novi Sad Zuschauer: 50 |

| 26. März 2012 20:00 Uhr | Serbien | 6:1 (2:0, 2:0, 2:1) Spielbericht | Australien | Ledena dvorana SPENS, Novi Sad Zuschauer: 672 |

| Pl. |                     | Sp | S | OTS | OTN | N | Tore  | Punkte |
| 1.  | Estland             | 5  | 4 | 1   | 0   | 0 | 32:17 | 14     |
| 2.  | Serbien             | 5  | 3 | 0   | 0   | 2 | 22:16 | 9      |
| 3.  | Spanien             | 5  | 2 | 1   | 0   | 2 | 21:18 | 8      |
| 4.  | Island              | 5  | 2 | 0   | 1   | 2 | 23:23 | 7      |
| 5.  | Australien          | 5  | 1 | 0   | 1   | 3 | 08:20 | 4      |
| 6.  | Volksrepublik China | 5  | 0 | 1   | 1   | 3 | 18:30 | 3      |

Abkürzungen: Pl. = Platz, Sp = Spiele, S = Siege, OTS = Siege nach Verlängerung (Overtime) oder Penaltyschießen, OTN = Niederlagen nach Verlängerung oder Penaltyschießen, N = Niederlagen

Erläuterungen: Aufsteiger in die Division IIA, Absteiger in die Division IIIA

### Auf- und Abstieg
| Absteiger in die Division IIA:  | Ungarn              |
| Aufsteiger in die Division IB:  | Südkorea            |
| Absteiger in die Division IIB:  | Niederlande         |
| Aufsteiger in die Division IIA: | Estland             |
| Absteiger in die Division IIIA: | Volksrepublik China |
| Aufsteiger in die Division IIB: | Belgien             |

## Division III

### Gruppe A in Sofia, Bulgarien
Das Turnier der Gruppe A der Division III wurde vom 12. bis 18. März 2012 in der bulgarischen Hauptstadt Sofia ausgetragen. Die Spiele fanden im 4.600 Zuschauer fassenden Wintersportpalast statt.
| 12. März 2012 11:00 Uhr | Mexiko | 2:5 (1:1, 0:0, 1:4) Spielbericht | Belgien | Wintersportpalast, Sofia Zuschauer: 235 |

| 12. März 2012 14:30 Uhr | Südafrika | 0:11 (0:6, 0:2, 0:3) Spielbericht | Republik China (Taiwan) | Wintersportpalast, Sofia Zuschauer: 260 |

| 12. März 2012 18:00 Uhr | Neuseeland | 5:2 (1:0, 1:1, 3:1) Spielbericht | Bulgarien | Wintersportpalast, Sofia Zuschauer: 1.250 |

| 13. März 2012 11:00 Uhr | Belgien | 9:1 (1:0, 5:0, 3:1) Spielbericht | Republik China (Taiwan) | Wintersportpalast, Sofia Zuschauer: 115 |

| 13. März 2012 14:30 Uhr | Neuseeland | 3:2 (0:1, 2:1, 1:0) Spielbericht | Mexiko | Wintersportpalast, Sofia Zuschauer: 265 |

| 13. März 2012 18:00 Uhr | Bulgarien | 13:1 (6:0, 5:0, 2:1) Spielbericht | Südafrika | Wintersportpalast, Sofia Zuschauer: 1.120 |

| 15. März 2012 11:00 Uhr | Neuseeland | 18:0 (6:0, 6:0, 6:0) Spielbericht | Südafrika | Wintersportpalast, Sofia Zuschauer: 115 |

| 15. März 2012 14:30 Uhr | Mexiko | 7:2 (5:0, 0:1, 2:1) Spielbericht | Republik China (Taiwan) | Wintersportpalast, Sofia Zuschauer: 110 |

| 15. März 2012 18:00 Uhr | Belgien | 9:5 (2:3, 3:2, 4:0) Spielbericht | Bulgarien | Wintersportpalast, Sofia Zuschauer: 1.050 |

| 16. März 2012 11:00 Uhr | Republik China (Taiwan) | 1:4 (0:1, 1:3, 0:0) Spielbericht | Neuseeland | Wintersportpalast, Sofia Zuschauer: 52 |

| 16. März 2012 14:30 Uhr | Südafrika | 1:17 (0:5, 1:4, 0:8) Spielbericht | Belgien | Wintersportpalast, Sofia Zuschauer: 43 |

| 16. März 2012 18:00 Uhr | Bulgarien | 1:4 (0:1, 1:2, 0:1) Spielbericht | Mexiko | Wintersportpalast, Sofia Zuschauer: 974 |

| 18. März 2012 11:00 Uhr | Mexiko | 9:4 (1:1, 5:1, 3:2) Spielbericht | Südafrika | Wintersportpalast, Sofia Zuschauer: 58 |

| 18. März 2012 14:30 Uhr | Republik China (Taiwan) | 4:6 (0:1, 2:3, 2:2) Spielbericht | Bulgarien | Wintersportpalast, Sofia Zuschauer: 975 |

| 18. März 2012 18:00 Uhr | Belgien | 8:3 (2:1, 5:0, 1:2) Spielbericht | Neuseeland | Wintersportpalast, Sofia Zuschauer: 875 |

| Pl. |                         | Sp | S | OTS | OTN | N | Tore  | Punkte |
| 1.  | Belgien                 | 5  | 5 | 0   | 0   | 0 | 48:12 | 15     |
| 2.  | Neuseeland              | 5  | 4 | 0   | 0   | 1 | 33:13 | 12     |
| 3.  | Mexiko                  | 5  | 3 | 0   | 0   | 2 | 24:15 | 9      |
| 4.  | Bulgarien               | 5  | 2 | 0   | 0   | 3 | 27:23 | 6      |
| 5.  | Republik China (Taiwan) | 5  | 1 | 0   | 0   | 4 | 19:26 | 3      |
| 6.  | Südafrika               | 5  | 0 | 0   | 0   | 5 | 06:68 | 0      |

Abkürzungen: Pl. = Platz, Sp = Spiele, S = Siege, OTS = Siege nach Verlängerung (Overtime) oder Penaltyschießen, OTN = Niederlagen nach Verlängerung oder Penaltyschießen, N = Niederlagen

Erläuterungen: Aufsteiger in die Division IIB, Absteiger in die Division IIIB

### Gruppe B in Erzurum, Türkei
Der Wettbewerb der Gruppe B der Division III sollte vom 11. bis 17. März 2012 im türkischen Erzurum ausgetragen werden. Die Spiele sollten im 3.000 Zuschauer fassenden Erzurum Gençlik Hizmetleri ve Spor İl Müdürlüğü stattfinden.
Die letztjährigen Teilnehmer  Israel und  Irland zogen ihre gemeldeten Mannschaften für die Gruppe B der Division III nachträglich zurück. Die Mannschaften der erstmals für die Gruppe B der Division III gemeldeten Mannschaften  Bosnien und Herzegowinas sowie  Hongkongs erhielten keine Starterlaubnis oder zogen sich ebenfalls zurück. Da mit der  Türkei und  Mongolei nur noch zwei Teilnehmer verblieben und die Teilnahme der Mongolen im Dezember 2011 als nicht gesichert galt, strich der Weltverband das Turnier ersatzlos.

### Auf- und Abstieg
| Absteiger in die Division IIIA: | Volksrepublik China |
| Aufsteiger in die Division IIB: | Belgien             |
| Absteiger in die Division IIIB: | Südafrika           |